# بروستاغلاندين

البنية الكيميائية للبروستاغلاندين H2

البروستاغلاندين هي مستقلبات حمض الأراكيدونيك، تنتج من فعل الفوسفوليباز (توجد عدة أنواع من هذا الأنزيم) على الدهن الفسفوري الغشائي، وتلعب دورا هاما في الكائنات الحية.
البروستاغلاندين هي عوامل نظير صماوية وأوتوكرين تقوم بتفعيل العديد من RCPG (مستقبلات غشائية من 7 أجزاء مخترقة للغشاء ومرتبطة مع بروتينات G). كل بروستاغلاندين يحوي 20 ذرة من الكربون من بينها 5 ذرات في حلقة. وهي وسائط كيميائية لها الكثير من التأثيرات على وظائف الأعضاء (الفيسيولوجية).

## الوظائف
هناك حالياً عشر مستقبلات معروفة للبروستاغلاندين. هذا يعني أنها تعمل على عدد كبير من الخلايا وبالتالي ستمتلك عدد كبير من الوظائف منها ما يلي:
- تعمل على انقباض أو تمدد العضلات الملساء في الأوعية الدموية.
- تجميع وتفصل الصفائح الدموية.
- لها دور مهم في الإحساس بالألم.
- تخفض ضغط العين.
- لها دور في عملية الطلق.
- تعمل كوسيط في حالة الالتهاب حيث أنها تتحرر من جدار الكريات البيضاء المفصصة وتعمل على جعل التفاعل الالتهابي مزمنا وتسبب الشعور بالألم والحرارة.
- تنظم حركة الكالسيوم.
- تتحكم في تنظيم الهرمونات.
- تتحكم في نمو الخلية.
- تعمل على مركز تنظيم الحرارة في المهاد لزيادة درجة حرارة الجسم.
- تنشط إفراز المخاط والبيكربونات في المعدة وتثبط الحمض المعدي لحماية المعدة من المفرزات الهضمية

البروستاغلاندين قوية لكنها تملك حياة قصيرة وتصبح غير نشطة وتفرز بعد ذلك، كما أنها تتناقص تحت تأثير مضادات الالتهاب غير الستيروئيدية.

## روابط خارجية
- Prostaglandins في المكتبة الوطنية الأمريكية للطب نظام فهرسة المواضيع الطبية (MeSH).